# Dirk Minniefield
Dirk DeWayne Minniefield (nacido el 17 de enero de 1961 en Lexington, Kentucky) es un exjugador de baloncesto estadounidense que jugó tres temporadas en la NBA, además de hacerlo en la CBA. Con 1,90 metros de estatura, lo hacía en la posición de base.

## Trayectoria deportiva

### Universidad
Tras haber disputado en 1979, en su época de high school el prestigioso McDonald's All American Game, jugó durante cuatro temporadas con los Wildcats de la Universidad de Kentucky, en las que promedió 8,8 puntos, 5,3 asistencias y 2,7 rebotes por partido. En 1982, tras promediar 11,3 puntos y 6,3 asistencias, fue incluido en el segundo mejor quinteto de la Southeastern Conference y elegido mejor jugador del torneo de la conferencia.

### Profesional
Fue elegido en la trigésimo tercera posición del Draft de la NBA de 1983 por Dallas Mavericks, pero fue inmediatamente traspasado a New Jersey Nets, quienes, a pesar de firmarle un contrato multianual, acabaron despidiéndolo antes del inicio de la temporada.
Aceptó entonces ir a jugar con los Louisville Catbirds de la CBA, donde jugó dos temporadas hasta que firmó un contrato como agente libre por Cleveland Cavaliers, donde jugó una temporada como suplente de World B. Free, promediando 5,5 puntos y 3,5 asistencias por partido.
Dos meses después de comenzada la temporada 1986-87 fue traspasado a Houston Rockets a cambio de una futura tercera ronda del draft. Allí fue titular en 52 de los 63 partidos que disputó, promediando 7,7 puntos y 5,3 asistencias. Al año siguiente los Rockets lo traspasaron junto con Dave Feitl a Golden State Warriors a cambio de Purvis Short, pero finalmente fue cortado tras disputar once partidos. Al mes siguiente fichó por Boston Celtics, donde promedió como suplente 3,2 puntos y 3,1 asistencias por partido.
Tras no ser renovado por los Celtics, abandonó temporalmente el baloncesto, hasta que en 1992 fichó por los Rochester Renegade de la CBA, donde una lesión le obligó a retirarse definitivamente.

## Estadísticas de su carrera en la NBA

### Temporada regular
| Temporada | Edad | Equipo                | Liga | P   | TIT | MIN  | TC  | TCA | %TC  | 3P  | 3PA | %3P  | TL  | TLA | %TL  | R.OF. | R.DEF. | REB | ASIS | ROB | TAP | PER | FP  | PTS |
| 1985-86   | 25   | Cleveland Cavaliers   | NBA  | 76  | 2   | 14.9 | 2.2 | 4.6 | .481 | 0.1 | 0.5 | .270 | 1.0 | 1.2 | .785 | 0.6   | 1.2    | 1.7 | 3.5  | 0.9 | 0.0 | 1.4 | 2.2 | 5.5 |
| 1986-87   | 26   | TOTAL                 | NBA  | 74  | 52  | 21.6 | 2.9 | 6.5 | .452 | 0.1 | 0.5 | .282 | 0.8 | 1.2 | .689 | 0.4   | 1.5    | 1.9 | 4.7  | 1.0 | 0.1 | 2.1 | 2.4 | 6.9 |
| 1986-87   | 26   | Cleveland Cavaliers   | NBA  | 11  | 0   | 11.1 | 1.2 | 3.8 | .310 | 0.0 | 0.5 | .000 | 0.1 | 0.4 | .250 | 0.1   | 0.8    | 0.9 | 1.2  | 0.5 | 0.1 | 1.1 | 0.7 | 2.5 |
| 1986-87   | 26   | Houston Rockets       | NBA  | 63  | 52  | 23.5 | 3.3 | 7.0 | .466 | 0.2 | 0.5 | .324 | 1.0 | 1.4 | .709 | 0.4   | 1.6    | 2.1 | 5.3  | 1.0 | 0.1 | 2.3 | 2.6 | 7.7 |
| 1987-88   | 27   | TOTAL                 | NBA  | 72  | 6   | 14.9 | 1.5 | 3.1 | .489 | 0.1 | 0.2 | .250 | 0.6 | 0.8 | .745 | 0.4   | 0.9    | 1.3 | 3.2  | 0.8 | 0.0 | 1.3 | 1.8 | 3.6 |
| 1987-88   | 27   | Golden State Warriors | NBA  | 11  | 0   | 18.4 | 2.3 | 4.4 | .521 | 0.1 | 0.5 | .200 | 1.3 | 2.1 | .609 | 0.7   | 1.2    | 1.9 | 3.5  | 1.4 | 0.0 | 1.5 | 2.4 | 5.9 |
| 1987-88   | 27   | Boston Celtics        | NBA  | 61  | 6   | 14.2 | 1.4 | 2.8 | .480 | 0.0 | 0.2 | .273 | 0.4 | 0.5 | .844 | 0.4   | 0.9    | 1.2 | 3.1  | 0.7 | 0.0 | 1.3 | 1.8 | 3.2 |
| Total     |      |                       | NBA  | 222 | 60  | 17.1 | 2.2 | 4.7 | .470 | 0.1 | 0.4 | .272 | 0.8 | 1.1 | .739 | 0.5   | 1.2    | 1.7 | 3.8  | 0.9 | 0.0 | 1.6 | 2.1 | 5.3 |

### Playoffs
| Temporada | Edad | Equipo          | Liga | P  | MIN | TCA | TC | 3PA | 3P | TLA | TL | R.OF. | REB | ASIS | ROB | TAP | PER | FP | PTS | %TC  | %3P  | %FT   | MIN | PTS | REB | AST |
| 1986-87   | 26   | Houston Rockets | NBA  | 8  | 27  | 4   | 8  | 0   | 1  | 6   | 6  | 2     | 2   | 2    | 1   | 0   | 4   | 8  | 14  | .500 | .000 | 1.000 | 3.4 | 1.8 | 0.3 | 0.3 |
| 1987-88   | 27   | Boston Celtics  | NBA  | 11 | 50  | 6   | 14 | 2   | 4  | 2   | 2  | 1     | 2   | 11   | 2   | 0   | 10  | 13 | 16  | .429 | .500 | 1.000 | 4.5 | 1.5 | 0.2 | 1.0 |
| Total     |      |                 | NBA  | 19 | 77  | 10  | 22 | 2   | 5  | 8   | 8  | 3     | 4   | 13   | 3   | 0   | 14  | 21 | 30  | .455 | .400 | 1.000 | 4.1 | 1.6 | 0.2 | 0.7 |